# Тимирязева (Качугский район)
Тимиря́зева — деревня в Качугском районе Иркутской области России. Входит в состав Качугского муниципального образования.

## География
Деревня находится на расстоянии примерно 5 км к югу от рабочего посёлка Качуг, административного центра района.

## Население
| 2002 | 2010 | 2011 | 2012 |
| ---- | ---- | ---- | ---- |
| 156  | ↘133 | ↘132 | ↘128 |

### Половой состав
По данным Всероссийской переписи, в 2010 году в деревне проживали 133 человека (64 мужчины и 69 женщин).